# Sant Pau del Camp
Sant Pau del Camp és un antic monestir benedictí situat al carrer de Sant Pau del barri del Raval de Barcelona, catalogat com a bé cultural d'interès nacional.

## Història

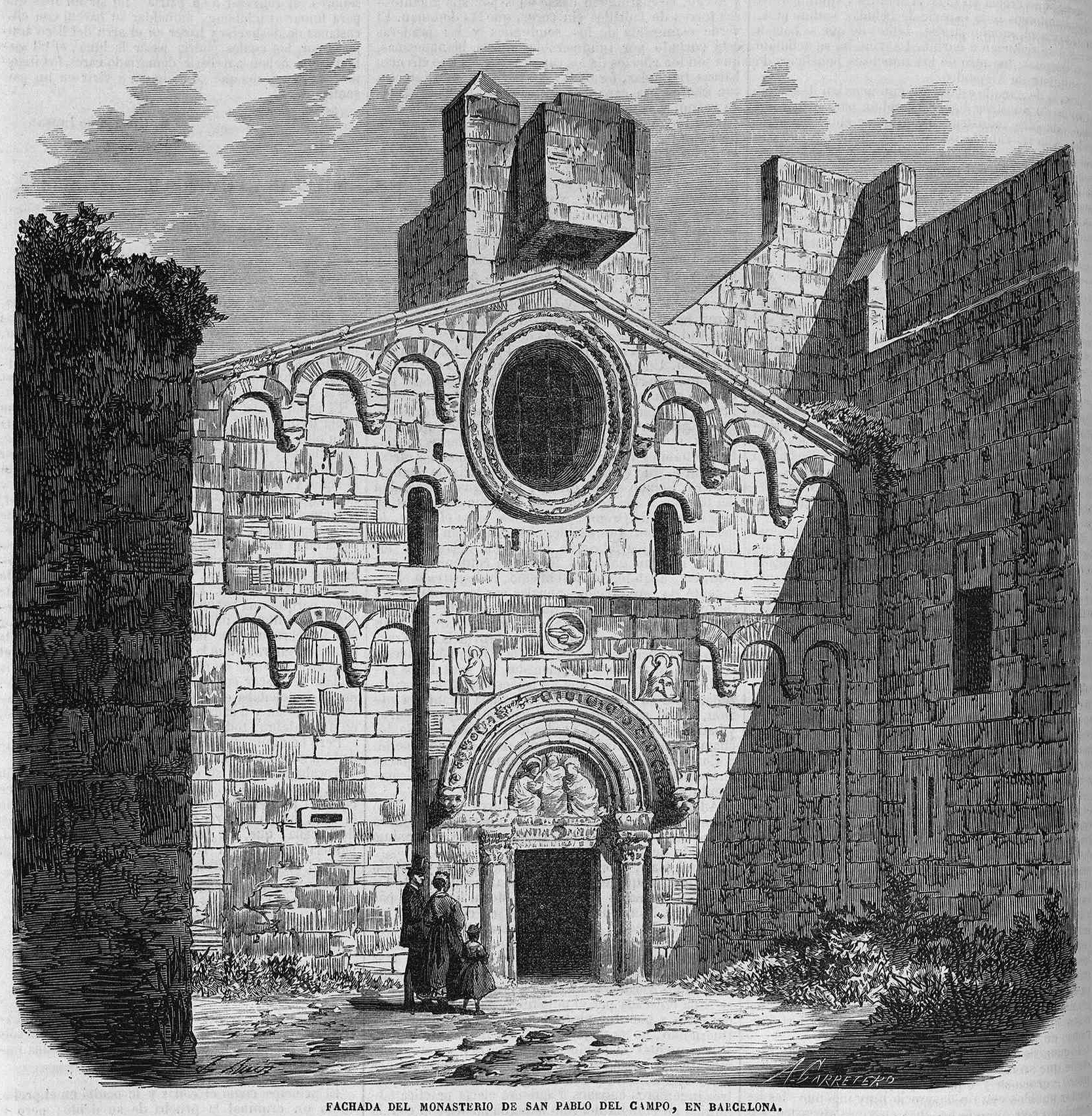
Façana del monestir en un gravat publicat el 1868 a la revista El Museo Universal

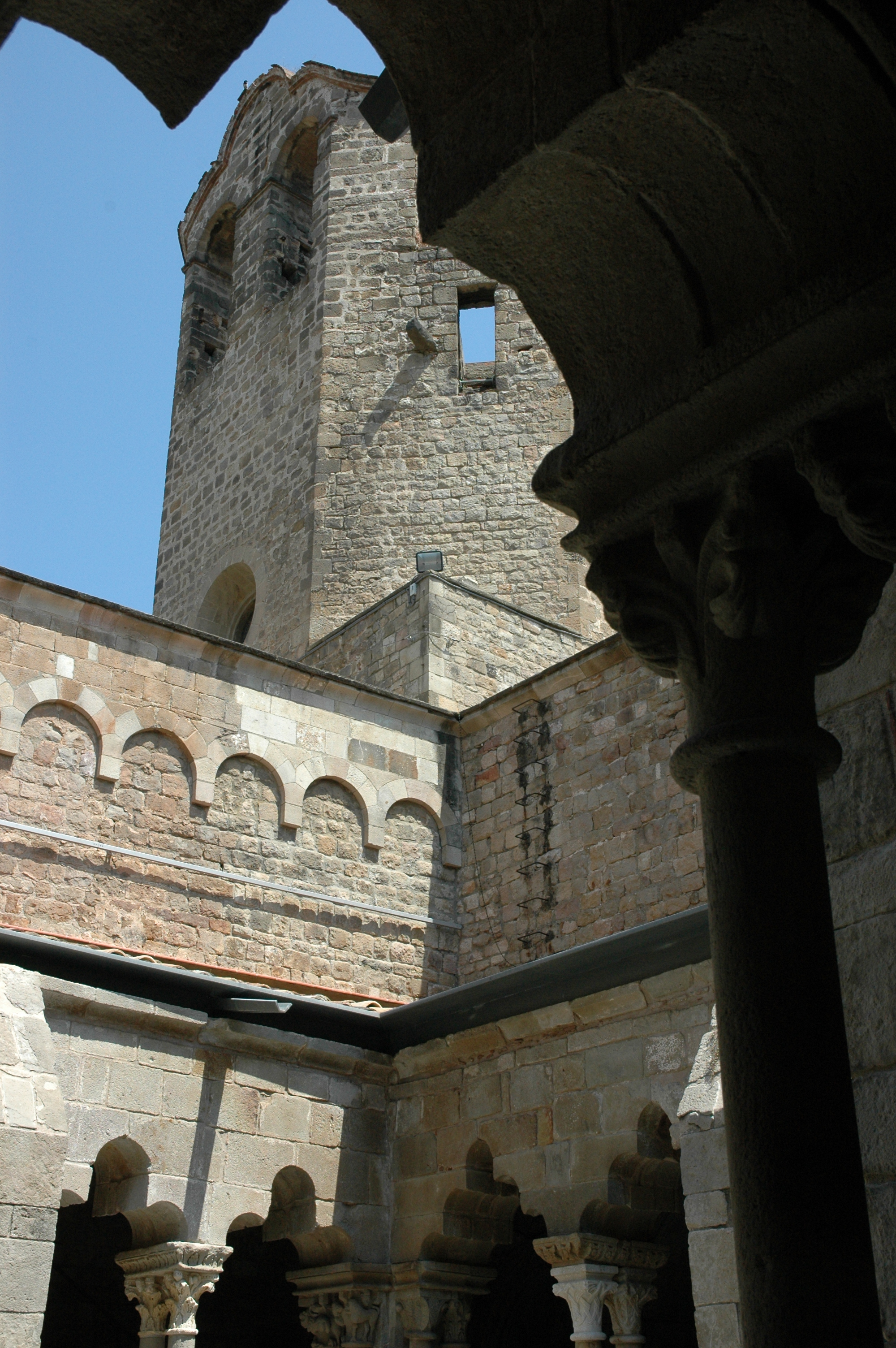
El campanar des del claustre

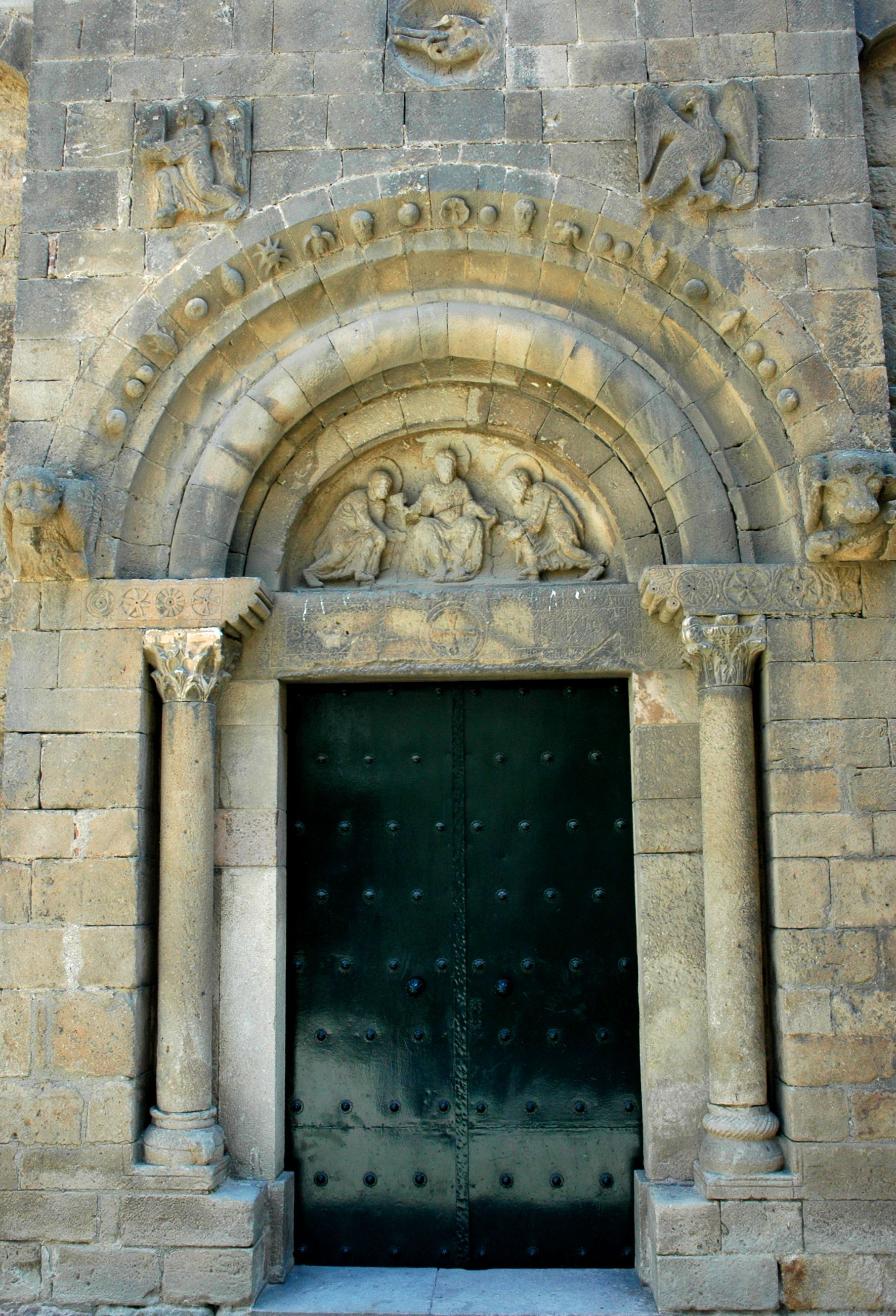
La portalada, amb el timpà i les representacions tetramòrfiques al seu voltant

No hi ha dades exactes sobre la data de construcció. Hauria de ser abans de l'any 911, que és la data que figura a la làpida trobada al monestir i corresponent a la tomba de Guifré II, a qui s'atribueix la fundació del monestir. El comte hauria iniciat la construcció d'una església sobre les restes d'un antic edifici religiós i on s'hi va establir una comunitat de monjos benedictins. El monestir era fora de la protecció de les muralles de la ciutat; d'aquí el seu nom, ja que es trobava al mig del camp.
Com que era fora del recinte emmurallat, el monestir va esdevenir un blanc fàcil per als atacants. Així, el 985, les tropes d'Almansor el van atacar; va quedar destruït gairebé completament i fou abandonat per la comunitat. A partir d'aquella data va passar a ser una simple església dedicada a Sant Pau.
El 1096 va començar la restauració de l'edifici i s'hi va instaurar una nova comunitat. Malgrat tot, el monestir fou novament atacat el 1114. Tres anys després, el matrimoni format per Geribert Guitard i Rotlendis el van fer restaurar de nou i van unir el monestir, en qualitat de priorat, al de Sant Cugat del Vallès.
Al segle xiv es va construir una nova muralla de la ciutat i Sant Pau del Camp va quedar finalment englobada dintre del nou recinte emmurallat. El 1508, el monestir es va unir al de Montserrat fins que el 1593 es va tornar a unir, també en forma de priorat, al de Sant Cugat.
El 1617 es va unir definitivament a un altre monestir, el de Sant Pere de la Portella, situat al Berguedà. El 1672 s'hi va instal·lar el noviciat de la Congregació Claustral Tarraconense, que abans era a Lleida, i es va iniciar l'època de major esplendor del cenobi. La comunitat va abandonar definitivament el monestir el 1835. El darrer abat va ser Joan de Safont i de Ferrer, home polifacètic: teòleg, matemàtic, astrònom, filòsof, catedràtic de la Universitat de Barcelona i membre de l'Acadèmia de Bones Lletres. A partir d'aleshores, el monestir va passar per diversos usos. El 1842 va esdevenir una escola, mentre que entre el 1855 i el 1890 es convertí en caserna militar. El 1879 fou declarat Monument Nacional, gràcies a la intervenció de diversos ciutadans, entre els quals Víctor Balaguer.
El 1909, durant la Setmana Tràgica, la rectoria fou incendiada i el monestir tornà a ser cremat el 1936, durant l'esclat Guerra Civil. A partir del 1940 s'iniciaren els treballs de restauració.

## Edifici
L'església és d'una única nau amb planta de creu grega. Té un absis i dues absidioles i cimbori amb transsepte. L'interior és cobert amb volta de canó. La portalada de l'església està emmarcada per dues columnes acabades en dos antics capitells visigòtics, fets de marbre, on es repenja l'arquivolta de mig punt. Al timpà hi ha una imatge de Jesús voltat pels apòstols Pere i Pau. La decoració d'aquest frontal és de l'època visigòtica, amb representacions tetramòrfiques dels evangelistes. Sant Marc està representat per un lleó; i Sant Lluc, per un brau; i Sant Mateu i Sant Joan, per l'home alat i l'àguila. Al timpà hi ha esculpida, al centre, la figura del Crist en Majestat assegut al tron i amb el nimbe crucífer. La mà esquerra té un llibre i la dreta està en actitud de beneir. Sota hi ha les inscripcions dels noms de Pere i Pau, l'Alfa i l'Omega, voltat d'un text traduït de la següent manera: «Aquesta porta és el camí del Senyor per a tots, el portal de l'horta de la vida. Veniu-hi tot passant per mi. Renard, per ell i per l'ànima de la seva esposa Ramona, va donar 7 morabatins per a fer aquesta església». Sobre els capitells hi ha uns medallons amb representacions pròpies de l'època visigòtica.
Tot l'exterior de l'edifici està decorat amb llombardes decorades amb cares humanes, animals fantàstics i vegetals. La façana de l'església, guarnida amb arcuacions penjants anomenades llombardes, està acabada amb unes restes de fortificació. Està distribuïda en dos registres: el superior acabat amb una coberta o doble vessant i a l'inferior es troba un fris amb tres arcuacions cegues per banda sobre mènsules. Les mènsules dels dos registres tenen decoracions vegetals, animals fantàstics i caps humans.
L'edifici està envoltat d'un jardí on hi ha l'antiga casa abacial, construïda a començaments del segle xviii, damunt de la sala noble dels segles xiv-xv.

### Tomba de Guifré II

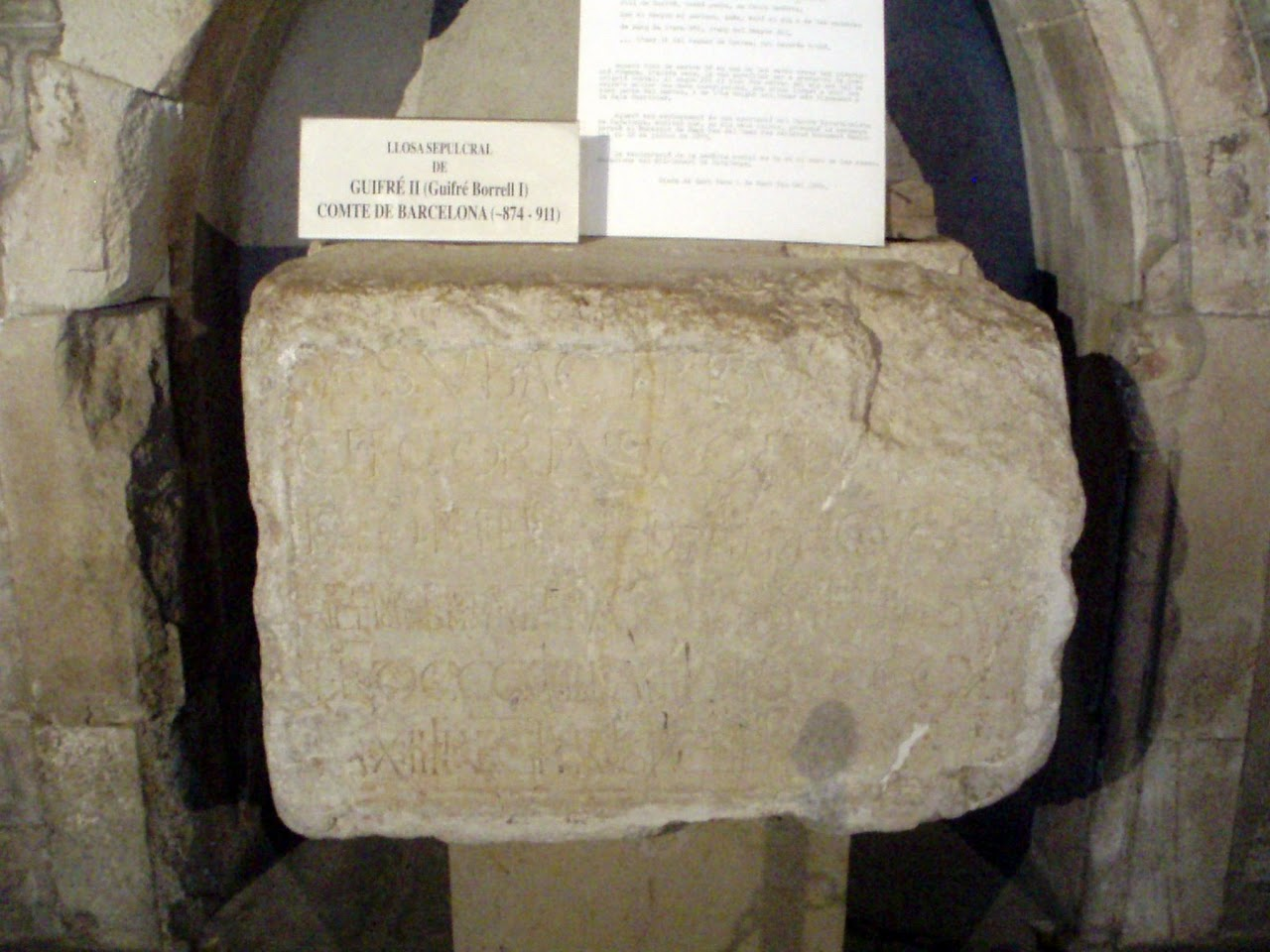
Làpida de la tomba de Guifré II, a la sala capitular

A l'antiga sala capitular es conserva la llosa sepulcral del comte Guifré II, mort el 911, a qui s'atribueix la fundació del monestir.

### Claustre
El claustre és la part del monestir més important des del punt de vista monumental, per la singularitat dels arcs, únics a tot Europa. La construcció, malgrat que és del segle xii i posterior a la de l'església, mostra clarament influències musulmanes. Els arcs són polilobulats (de tres i de cinc lòbuls), decorats amb frisos geomètrics o vegetals, i descansen sobre columnes geminades molt simples. Les bases són senzilles i dues estan decorades amb motius vegetals com si es tractés de capitells invertits.
De capitells n'hi ha de l'època de transició derivats del corinti, però també en trobem d'altres clarament romànics amb representacions zoomòrfiques, d'animals fantàstics i de motius vegetals. Alguns són representacions historiades, com l'expulsió del Paradís d'Adam i Eva; o figurades, com les sirenes, lluites de guerrers amb lleons o monstres, i els sofriments de la dona lúbrica.
Al voltant del claustre hi ha tombes, dues de les quals pertanyen a la família dels comtes de Bell-lloc.

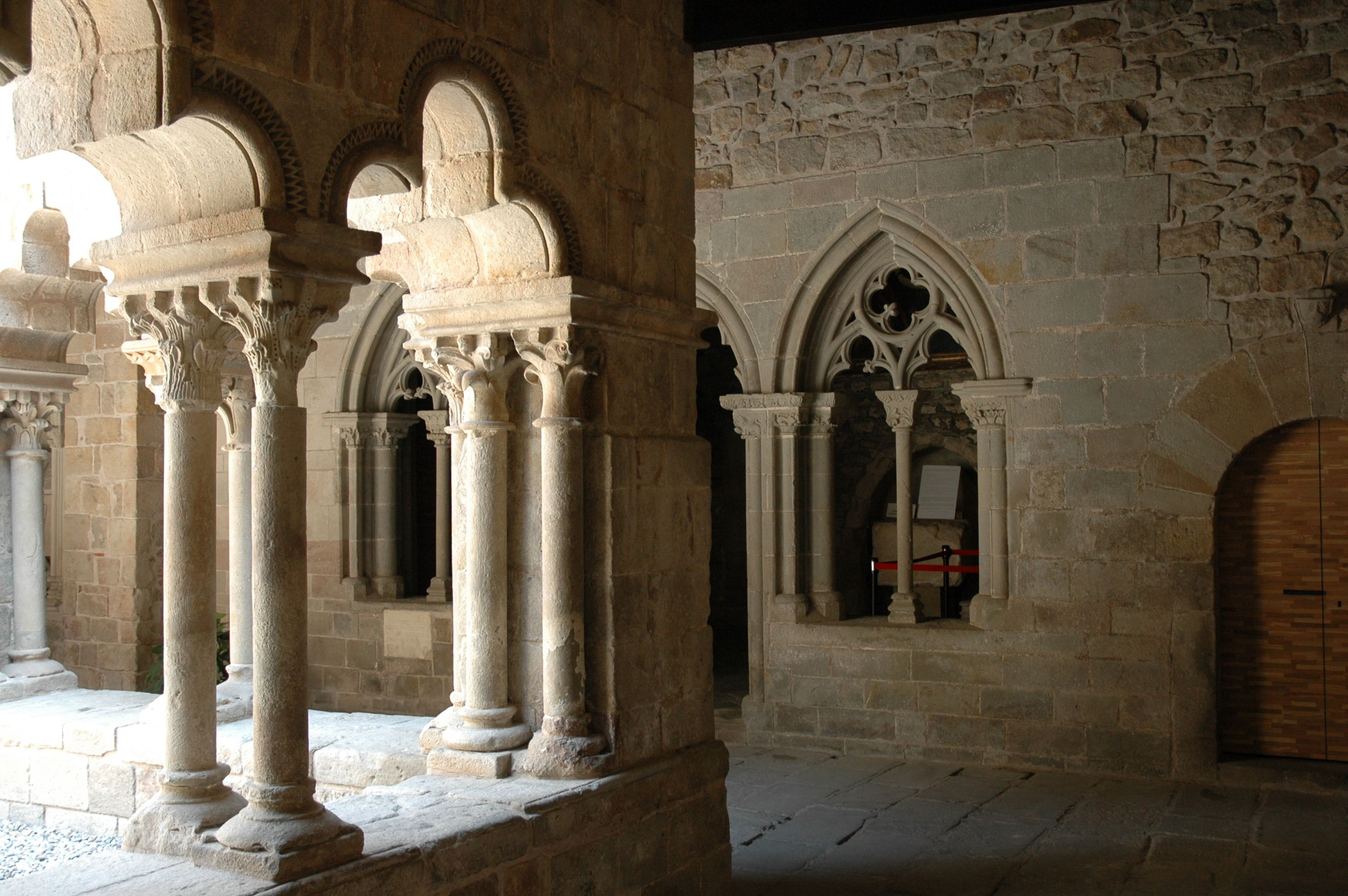
El claustre, al fons l'entrada a l'església
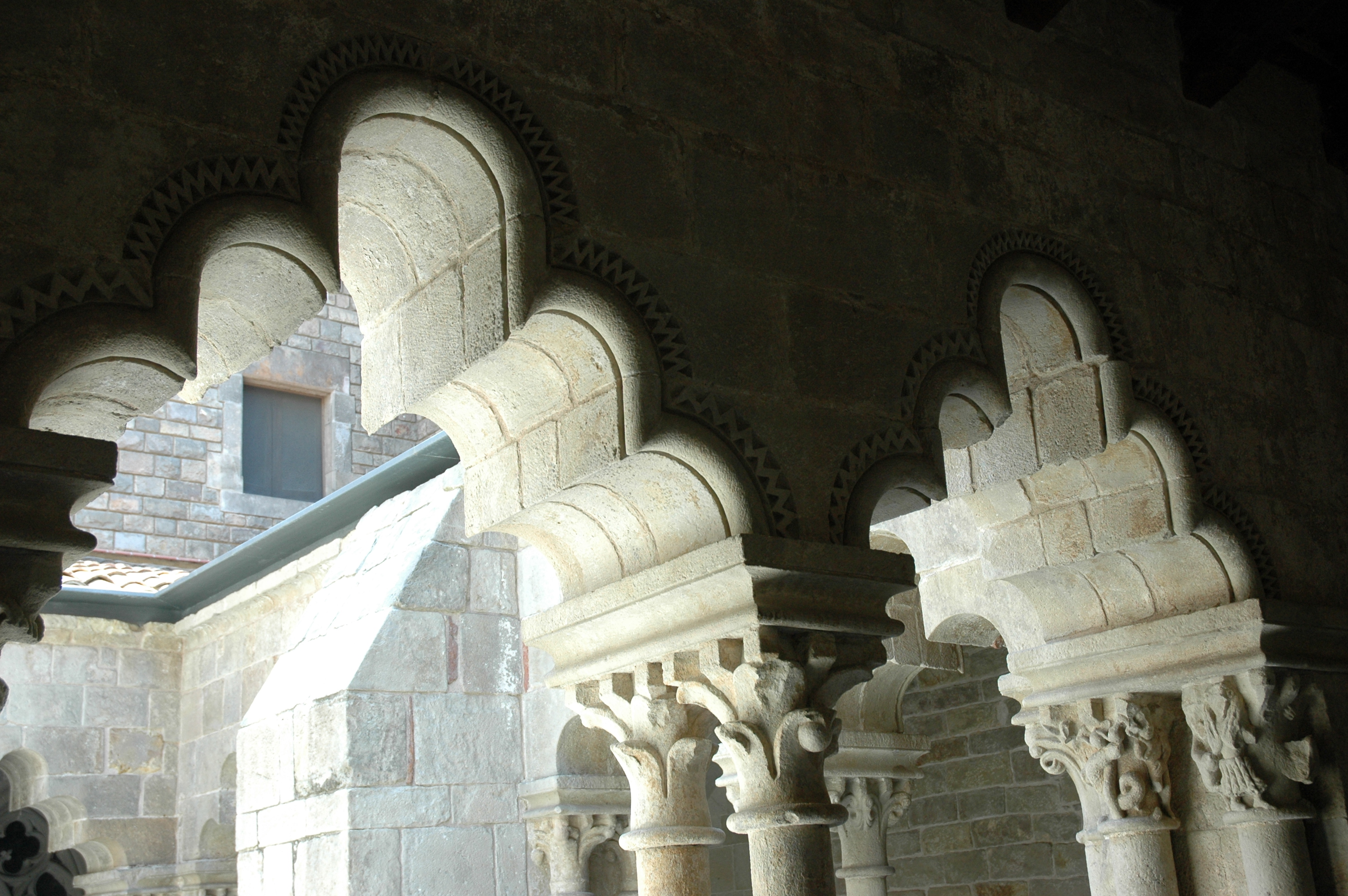
Detall dels arcs
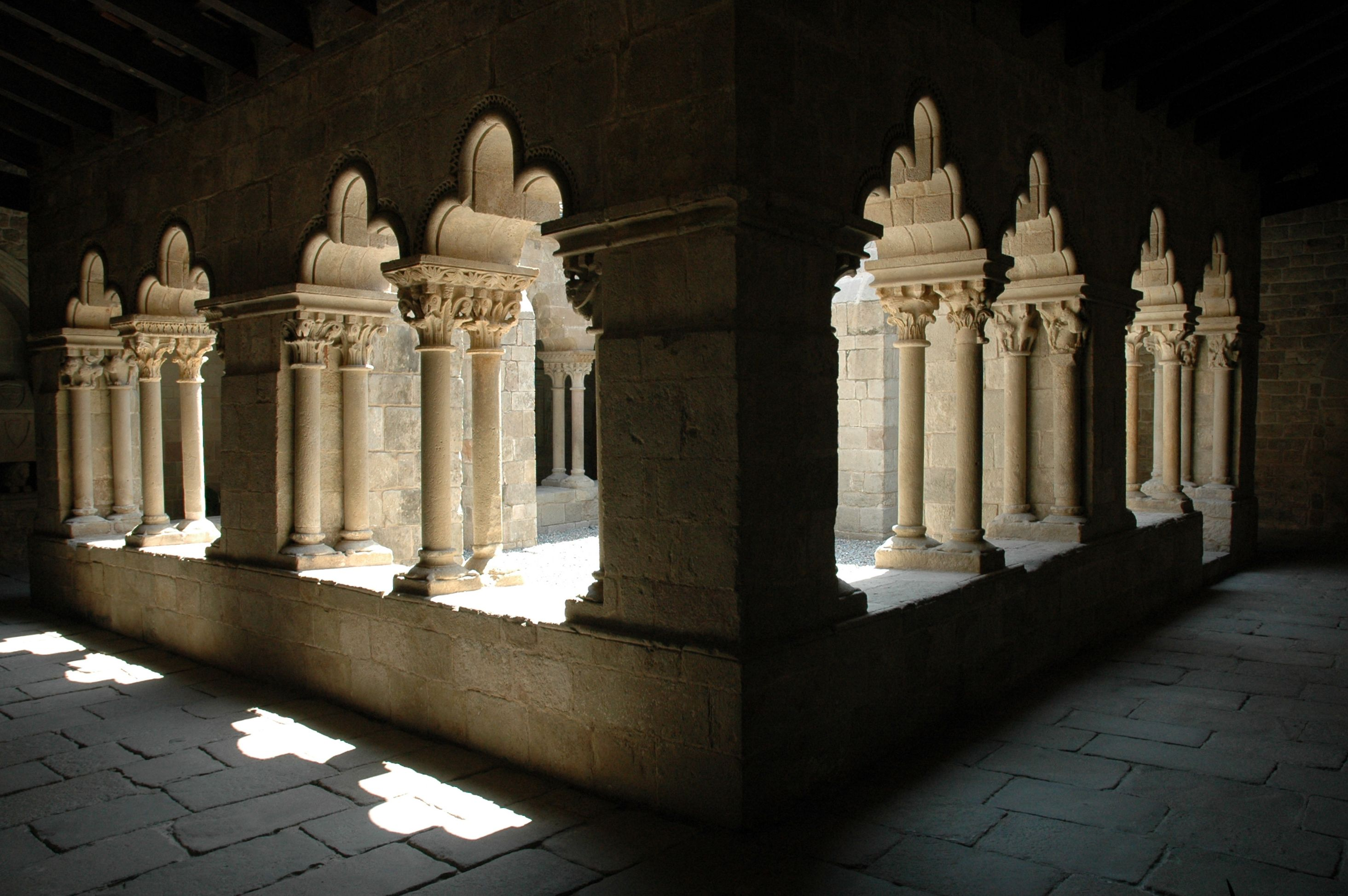
S'observen arcs de tres i cinc lòbuls
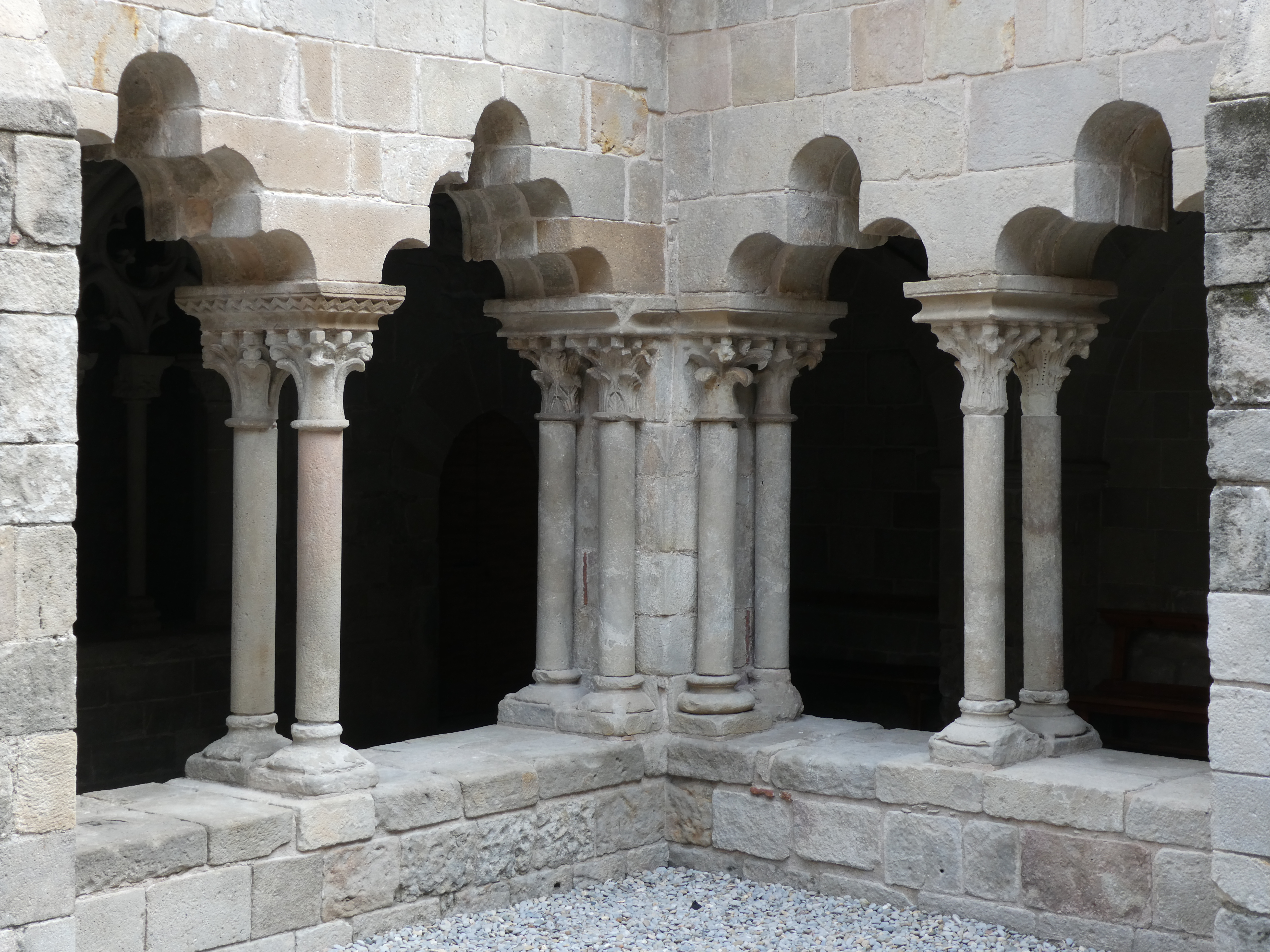
Detall del claustre